# Lili Kaelas
Lili Sanelma Nyström, geborene Lüdig, verwitwete Kaelas, bekannt als Lili Kaelas (* 30. Januar 1919 in Pärnu, Estland; † 9. Dezember 2007 in Göteborg) war eine estnisch-schwedische Prähistorikerin und von 1968 bis 1983 Direktorin des Archäologischen Museums Göteborg.

## Leben
Lili Kaelas kam in Estland als Tochter des Kapitäns Johannes Lüdig und dessen Ehefrau Wendla geb. Dufwa zur Welt. Sie studierte zunächst an der Universität Tartu und erlangte 1943 den Grad Magister der Philosophie. 1945 musste sie ihre Heimat verlassen und gelangte über Finnland nach Schweden. Dort arbeitete sie zunächst am Staatlichen historischen Museum in Stockholm als Assistentin des Kurators Axel Ivar Bagge. Auf Anraten Bagges studierte sie an der Universität Stockholm nordische und vergleichende Archäologie. Das Studium schloss sie 1953 ab. Zusammen mit Bagge publizierte sie 1950–1952 ein umfangreiches Werk zu den Funden aus Großsteingräbern in Schonen. 1953 folgte eine Monografie zur mittelneolithischen Megalithkeramik in Schweden. Sie arbeitete anschließend als Kuratorin am Staatlichen historischen Museum. 1957 wechselte sie als Kuratorin ans Archäologische Museum nach Göteborg (Göteborgs Arkeologiska Museum), das 1993 in das Stadtmuseum integriert wurde. 1968 wurde sie als Nachfolgerin von Carl-Axel Moberg Direktorin des Museums. 1983 ging sie in den Ruhestand. In ihrem letzten Dienstjahr war sie zugleich geschäftsführende Direktorin des Historischen Museums Göteborg.
Kaelas wurde 1974 Mitglied der Königlichen Wissenschafts- und Literaturgesellschaft in Göteborg und Ehrenmitglied der Prehistoric Society in London. 1981 erhielt sie die Verdienstauszeichnung der Stadt Göteborg. 1989 wurde sie mit der Ehrenmedaille Pro Arte et Scientia der Universität Göteborg ausgezeichnet.
In den frühen 2000er Jahren gründete sie eine Stiftung (die Lili Kaelas stiftelse för arkeologisk forskning), die von der Königlichen Wissenschafts- und Literaturgesellschaft in Göteborg verwaltet wird und Stipendien an Nachwuchswissenschaftler vergibt, die prähistorische oder historische Forschungen mit Bezug zu Schweden oder Estland betreiben.
Lili Kaelas war zweimal verheiratet. Die erste Ehe schloss sie 1939 mit dem Anwalt Alexander Kaelas (1911–1964). 1974 heiratete sie den Historiker, Politiker und Regierungspräsidenten der Provinz Göteborgs och Bohus län Per Nyström (1903–1993). Sie starb am 9. Dezember 2007 im Göteborger Stadtteil Örgryte.

## Schriften
Autorin
- mit Axel Ivar Bagge: Die Funde aus Dolmen und Ganggräbern in Schonen, Schweden. 2 Bände. Wahlström & Widstrand, Stockholm 1950–1952.
- Den äldre Megalitkeramiken under Mellan-Neolitikum i Sverige. Wahlström & Widstrand, Stockholm 1953.
- Stenåldersboplatsen bua Västergård, Göteborg (= Rapporter över arkeologisk, zoologisk och geologisk undersökning. Band 1). Göteborg 1972.
- mit R. H. J. Klok und Heli Roosens: Protection et préservation des sites et des Monuments archéologiques. Suède, Pays-Bas, Belgique. De zorg voor het archeologisch patrimonium en zijn behoud. Centre National de Recherches Archéologiques en Belgique, Brüssel 1974.
- mit Stina Andersson: Bygd och viking. Göteborgs Arkeologiska Museum, Göteborg 1978, ISBN 91-85488-06-2.
- mit Stina Andersson: Fångst och odling. Göteborgs Arkeologiska Museum, Göteborg 1980.
- mit Hans Manneby: Att se på forntiden. Göteborgs Arkeologiska Museum, Göteborg 1982.
- mit Per Nyström: Göteborg växer fram. Tre Böcker distr., Göteborg 1982.
- mit Stina Andersson: Landskapet och människan. Göteborgs Arkeologiska Museum, Göteborg 1984, ISBN 91-85488-11-9.
- mit Kristina Söderpalm: För hundra År sedan : skildringar från Göteborgs 1880-tal. Göteborgs Arkeologiska Museum, Göteborg 1986.

Herausgeberin
- Die vorrömische Eisenzeit im Kattegatt-Gebiet und in Polen. Symposium in Göteborg. Göteborgs Arkeologiska Museum, Göteborg 1976, ISBN 91-85488-30-5.